# Vallée de Vicdessos
Pour les articles homonymes, voir Vicdessos (homonymie).
La vallée de Vicdessos (ou vallée du Vicdessos) est une vallée des Pyrénées françaises située dans le département de l'Ariège en région Occitanie.

## Toponymie
Le nom de Vicdessos (vallée et rivière) vient de la commune de Vicdessos, issu de la racine latine vicus, petite agglomération romaine, et de dessos pouvant signifier en gascon « dessus » ou « d'en haut ».

## Géographie

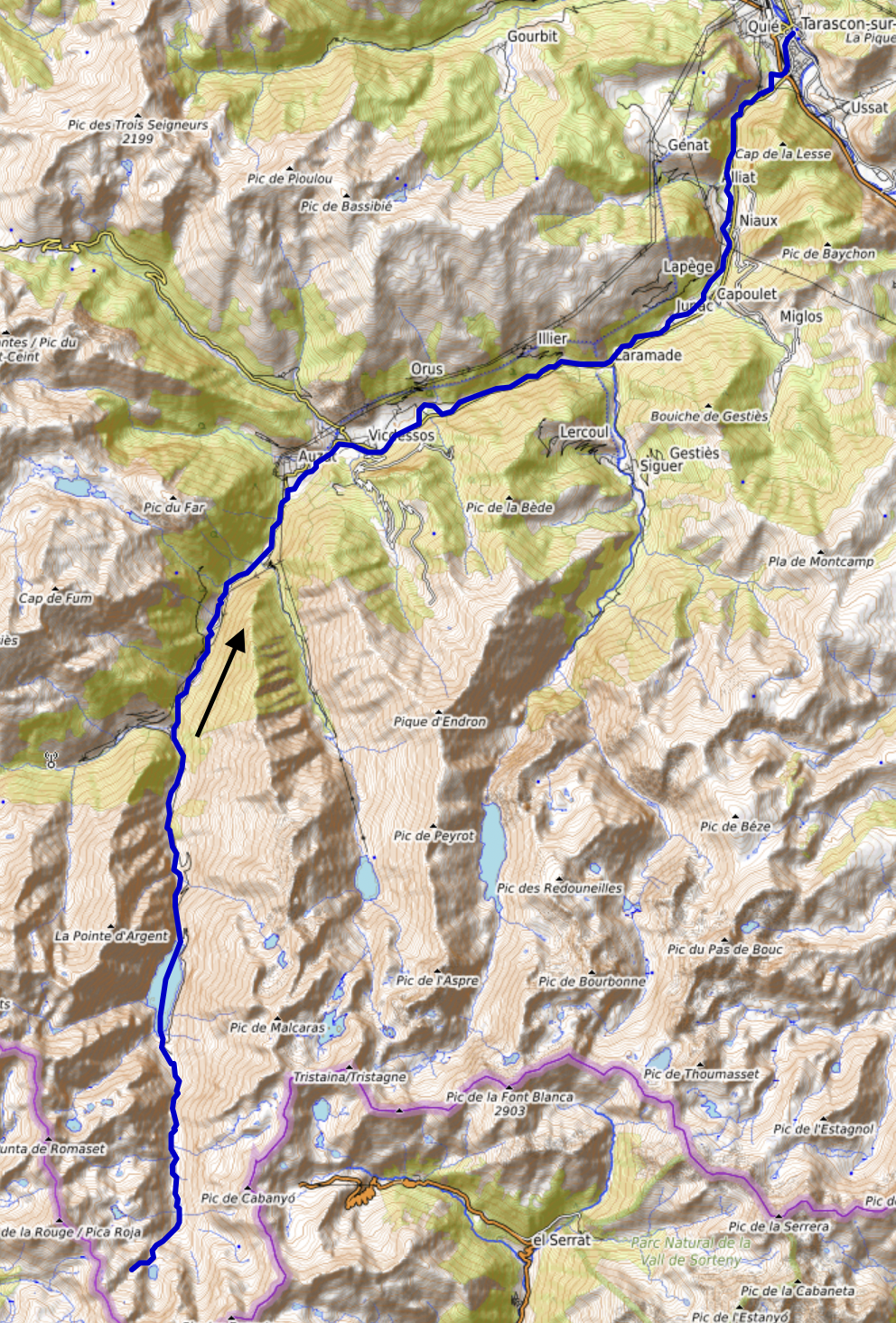
Carte topographique de la vallée.

La vallée de Vicdessos correspond au bassin du Vicdessos, affluent de l'Ariège à Tarascon-sur-Ariège.
La vallée de Vicdessos est adossée aux frontières de l'Andorre et de l'Espagne (région de la Catalogne) sans route internationale. Il s'agit d'une longue vallée glaciaire, d'orientation nord-sud en fond de chaîne et jusqu'à Auzat, et d'orientation nord-est jusqu'à Tarascon-sur-Ariège. Elle s'étire sur près de 33 km.
Elle est composée de plusieurs vallées hautes : d'ouest en est, on rencontre la vallée de l'Artigue, la vallée de Mounicou, la vallée d'Artiès, la vallée de Siguer. La vallée principale est orientée nord-est.
Le fond de la vallée du Vicdessos est très étroit ; les seuls endroits propices à l'habitat sont les petits bassins nés des confluences. Auzat se trouve avec Vicdessos dans le plus grand de ces bassins, concentrant ainsi les habitats les plus importants sur une surface de seulement 3 km2 (300 ha),.
Dans cette vallée, se dressent les plus hauts sommets d'Ariège et les plus orientaux des sommets pyrénéens dépassant 3 000 m d'altitude. De nombreux sommets s'approchent également des 3 000 mètres.
Sommets principaux :
- pique d'Estats (3 143 m) ;
- pic du Montcalm (3 077 m) ;
- pic du Port de Sullo (3 072 m).

Sommets secondaires :
- pic Verdaguer (3 131 m) ;
- pic de Thoumasset ;
- pic du Port de Siguer ;
- pic de Médécourbe.

Principaux cols pédestres transfrontaliers vers la comarque de Pallars Sobirà (Catalogne, Espagne) :
- port de l'Artigue (2 481 m) ;
- port de Bouet (2 509 m).

Principaux cols pédestres transfrontaliers vers l'Andorre :
- port de Rat (2 540 m) ;
- port de l'Albeille (2 601 m) ;
- port de Siguer (2 396 m) ;
- port de Fontargente (2 263 m).

Les principales localités de la vallée sont Auzat, Capoulet-et-Junac, Goulier, Niaux, Vicdessos, Sem, Suc-et-Sentenac auxquelles s'ajoutent Gestiès, Lercoul et Siguer.
| Nom               | Code Insee | Intercommunalité       | Superficie (km2) | Population (dernière pop. légale) | Densité (hab./km2) |
| ----------------- | ---------- | ---------------------- | ---------------- | --------------------------------- | ------------------ |
| Auzat             | 09030      | CC de la Haute-Ariège  | 162,74           | 562 (2022)                        | 3,5                |
| Capoulet-et-Junac | 09077      | CC du Pays de Tarascon | 2,78             | 191 (2022)                        | 69                 |
| Gestiès           | 09134      | CC de la Haute-Ariège  | 27,46            | 36 (2022)                         | 1,3                |
| Goulier           | 09135      | CC de la Haute Ariège  | 10,22            | 45 (2016)                         | 4,4                |
| Lercoul           | 09162      | CC de la Haute-Ariège  | 19,01            | 14 (2022)                         | 0,74               |
| Niaux             | 09217      | CC du Pays de Tarascon | 3,99             | 151 (2022)                        | 38                 |
| Vicdessos         | 09334      | CC de la Haute Ariège  | 6,01             | 535 (2016)                        | 89                 |
| Sem               | 09286      | CC de la Haute Ariège  | 5,22             | 23 (2016)                         | 4,4                |
| Siguer            | 09295      | CC de la Haute-Ariège  | 38,73            | 95 (2022)                         | 2,5                |
| Suc-et-Sentenac   | 09302      | CC de la Haute Ariège  | 31,69            | 53 (2016)                         | 1,7                |

Les principaux lieux-dits y sont L'Artigue, Artiès, Marc, Mounicou, Saleix.
La vallée se trouve dans le périmètre du parc naturel régional des Pyrénées ariégeoises.

## Histoire
L'histoire de la vallée a été caractérisée par l'extraction du minerai de fer en divers endroits mais surtout à la mine de Rancié qui ferme en 1929. Ce fer du Vicdessos a été transformé dans des forges à la catalane bien au-delà de la vallée, transporté sur des charrois ou sur des animaux bâtés. Les Forges de Niaux sont une entreprise familiale moderne quoique bicentenaire liée à cette histoire du fer. Elle a su au fil des ans s'adapter avec des produits très spécifiques, exporter dans les cinq continents et produire avec 120 salariés en 2017. 
Si les forges de Niaux ont survécu à la désindustrialisation, ce ne fut pas le cas des deux alumineries d'Auzat et de Sabart (commune de Quié) qui ont souffert du démantèlement du groupe Pechiney, ex-fleuron national, et d'une succession d'OPA hostiles dans les années 2000. L'enclavement de la haute Ariège rendant peu compétitives les conditions d'acheminement de l'alumine, l'énergie électrique disponible en Vicdessos y était le seul atout mais de moins en moins favorable, comparativement à certains pays producteurs comme le Canada. Ainsi, l'usine d'Auzat, en fond de vallée, fermera en 2003 malgré sa production de produits aluminiers de très haute qualité. L'usine de Sabart, devenue Sabart AeroTech, après plusieurs changements d'actionnaires et moins de quarante salariés en mars 2018, bénéficie encore des commandes du pôle mondial de construction aéronautique de la région toulousaine, mais la présence d'investisseurs chinois semble inquiéter les clients dans ce secteur hautement stratégique.

## Activités

### Hydroélectricité

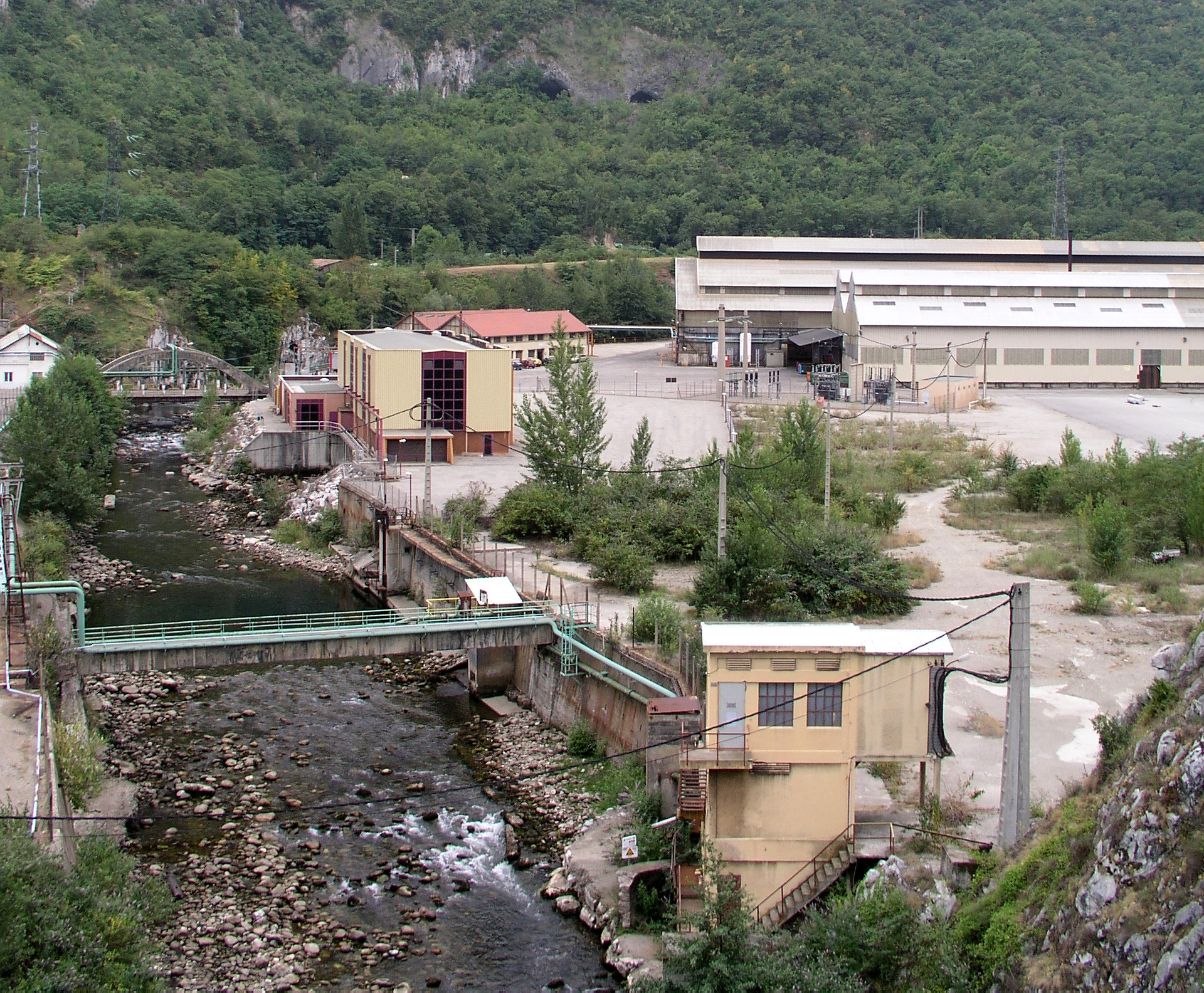
Aluminerie de Sabart à Tarascon-sur-Ariège.

La vallée compte une production hydroélectrique conséquente, due principalement aux barrages de Gnioure, d'Izourt, de Soulcem et à la centrale de Bassiès, qui fut rendue nécessaire par les alumineries Pechiney d'Auzat et de Sabart.
La production de la vallée est intégrée dans l'activité d’Électricité de France Hydraulique Aude-Ariège qui, en 2015, a généré avec 14 barrages et 17 centrales hydroélectriques une production de 1 480 GWh (soit l'équivalent de la consommation résidentielle de l'Ariège et de l'Aude) avec 137 salariés et 17 millions d'euros d'investissements. Les barrages de Laparan (vallée d'Aston), Gnioure, Izourt et Soulcem contribuent au soutien de l'étiage de la Garonne pour 12,4 millions de m3 d'eau restitués.

### Pastoralisme
La construction du barrage de Soulcem a noyé un vaste plateau (Pla) autrefois dédié au pastoralisme. Les nombreux orris encore présents témoignent d'une activité alors intense. Aujourd'hui encore, 5 000 hectares de parcours d'estive sont entretenus par 3 000 ovins de race tarasconnaise, 80 bovins de race Gasconne des Pyrénées et 10 équins de race lourdaise.

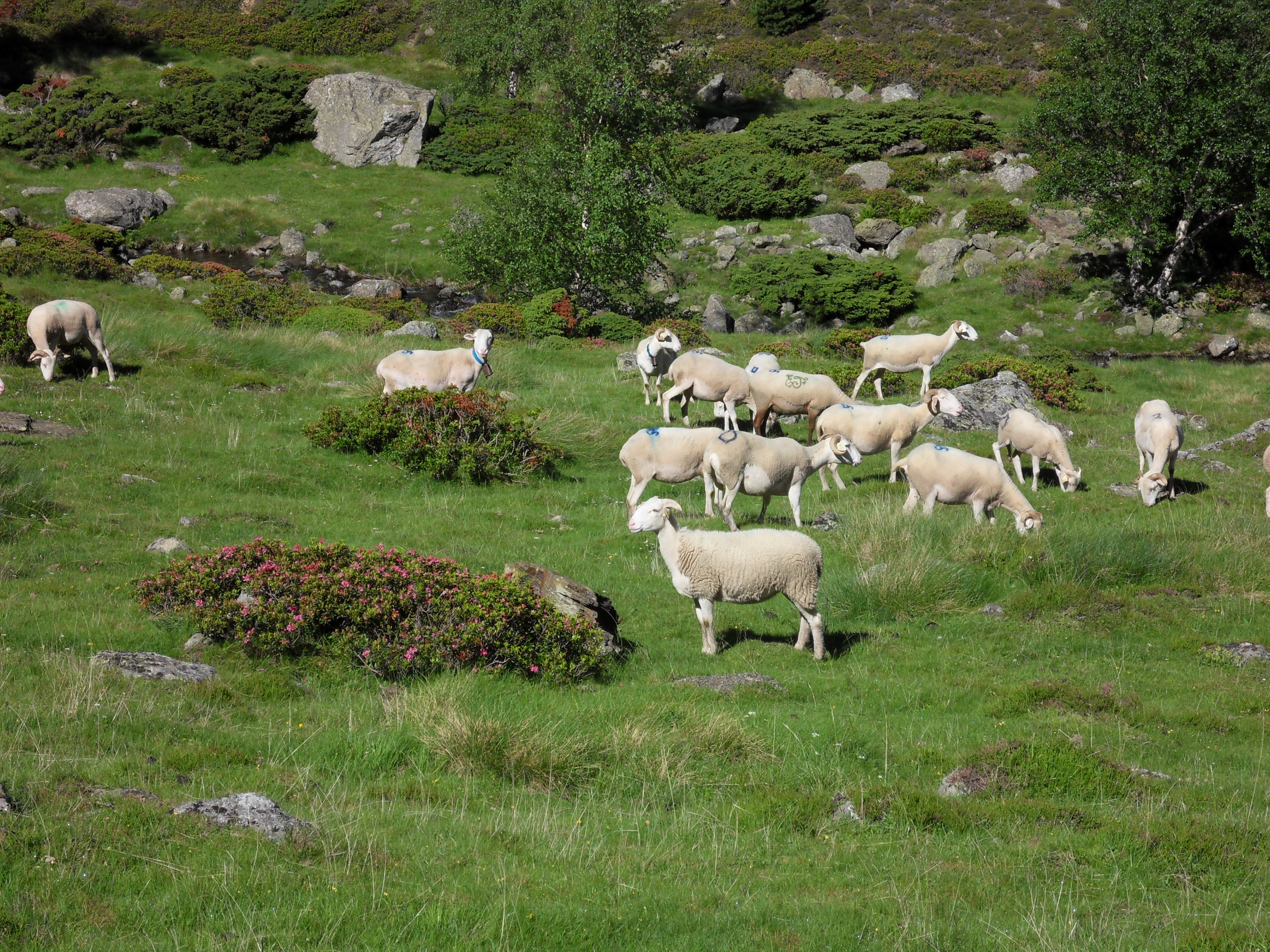
L'estive des orris du Carla, dans la vallée de Vicdessos.

Le pâturage des animaux s'effectue de juin à octobre. Les 14 éleveurs transhumant au sein des groupements pastoraux du Carla (rive droite) et du Montcalm (rive droite) bénéficient d'un droit de pâturage pour leur troupeaux moyennant une redevance acquittée à l'Office national des forêts. Un pâtre permanent et des éleveurs travaillent l'estive et veillent à la bonne exploitation des ressources fourragères et à la qualité sanitaire des cheptels transhumés durant toute la saison.

### Tourisme
La vallée permet de nombreuses promenades et randonnées pour tous niveaux (lacs du Vicdessos) et donnant accès aux plus hauts sommets de l'Ariège et l'Andorre. Trois refuges gardés sont présents : Bassiès, Étang Fourcat et Pinet, toujours auprès de lacs.
Le village de Goulier compte une petite station familiale de ski alpin : Goulier Neige.